# 高山美図紀
高山 美図紀（たかやま みずき、本名高山直子、1971年9月8日 - ）は、日本の元女性アイドル歌手、女優、モデル、タレント。現役時代の所属事務所は研音。先輩には中森明菜。後輩は川口春奈・福士蒼汰。同事務所。
横浜育ち。高校は札幌日大。血液型はO型。デビュー時は身長159cm（B78・W54・H81）。

## プロフィール
幼少期を横浜市で過ごし、2歳から青山セントラルファッションに子供モデルとして所属していた。その後祖父母のいる北海道にて過ごし、札幌日本大学高等学校1年の時、モデルにスカウトされる。地元CMやレーザーディスク版カラオケ『時をかける少女』などに出演。
1988年、「第3回ロッテ CMアイドルはキミだ!オーディション」に出場し、本選に進出。さらに翌1989年の「ミス・ハイスクールユニフォームコレクション」全国大会ではグランプリとなり、そのことがきっかけで（株）研音プロダクション事務所にスカウトされ、芸能界入り。高山美図紀を芸名とし、歌手・女優としてのレッスンを受ける傍ら、テレビドラマ『愛しあってるかい!』などに準レギュラー出演。1991年2月25日ワーナーミュージック・ジャパンからシングル『早春』で歌手デビューし、以後3枚のシングルをリリースした。歌手活動を終えた後も、しばらくモデル・タレントとして活動した。

## ディスコグラフィー

### シングル
1. 早春 （作詞:許瑛子、作曲:川上明彦、編曲:岩崎文紀 1991年2月25日）
(c/w) JAMAIS VU （作詞・作曲:小野香代子、編曲:斉藤英夫）
2. 八月九月 （作詞:康珍化、作曲:尾関昌也、編曲:滝寺達也 1991年6月25日）
兵藤ゆき監督主演脚本映画 ワンルーム・ストーリー オープニング・テーマ 1991年9月14日公開
(c/w) 潮風の彼方 （作詞:伊秩弘将、作曲:川上明彦、編曲:滝寺達也）
3. ラ・ピオジャ〜フィレンツェの雨〜 （日本語詞:竜真知子、作曲:Corrado Conti / Mario Panzeri / Daniele Pace、編曲:滝寺達也 1992年2月25日）
(c/w) ハートの指輪（作詞:伊秩弘将、作曲:川上明彦、編曲:滝寺達也）

## 出演

### テレビドラマ
- 愛しあってるかい!（1989年、フジテレビ）女生徒 役
- 土曜ワイド劇場『西村京太郎トラベルミステリー18・オホーツク殺人ルート』（1990年、テレビ朝日）平田みどり 役

### テレビ番組
- パワースタジオ（ミュージックチャンネル）

### ラジオ番組
- 夢を追いかけて（北海道放送・東北放送他）

### レーザーディスク
- 時をかける少女（カラオケ東芝EMI、主演）

### CM
- かに将軍
- ビブロス
- カリーナ

etc.

### ポスター
- 札幌日本大学高等学校
- ロイヤルホスト

## 参考
- 『MOMOCO』1991年4月号